# Pseudomastinocerus freyi
Pseudomastinocerus freyi är en skalbaggsart som beskrevs av Wittmer 1963. Pseudomastinocerus freyi ingår i släktet Pseudomastinocerus och familjen Phengodidae. Inga underarter finns listade i Catalogue of Life.